# Quân phiệt
Quân phiệt (giản thể: 军阀; phồn thể: 軍閥; bính âm: jūn fá) là thế lực của những tướng lĩnh có thể khống chế quân đội, kinh tế và quyền kiểm soát chính trị ở một vùng địa phương trong một quốc gia có chủ quyền nhờ khả năng huy động những đội quân trung thành. Những đội quân này thường được coi là lực lượng dân quân, vốn trung thành với thủ lĩnh quân phiệt hơn là với Chính phủ ở Trung ương và chính thể nhà nước. Các quân phiệt tồn tại xuyên suốt phần lớn lịch sử, ở nhiều các hình thức khác nhau bên trong cơ cấu chính trị, kinh tế và xã hội của một quốc gia hay một vùng lãnh thổ vô chính phủ.